# Барбара Стенвик
Барбара Стенвик (енгл. Barbara Stanwyck) је била америчка глумица, рођена 16. јула 1907. године у Њујорку, а преминула 20. јануара 1990. године у Санта Моники (Калифорнија).
Остала је сироче са четири године и делимично одрасла у хранитељским породицама, увек је радила. Један од њених редитеља, Жак Турнер, рекао је за њу: „Она живи само за две ствари, а обе су посао.“ Дебитовала је на сцени у хору као Зигфелдова девојка 1923. године, са 16 година, а за неколико година је глумила у представама. Њена прва главна улога, која је била хит Бурлеска (1927), учврстила ју је као звезду Бродвеја.
Године 1929, почела је да глуми у сликама које говоре. Франк Капра ју је изабрао за своју романтичну драму Ladies of Leisure (1930). То је довело до додатних водећих улога које су подигле њен профил, као што су Ноћна медицинска сестра (1931), Бебино лице (1933) и контроверзни Горки чај генерала Јена (1933). Године 1937. играла је главну улогу у Стели Далас за коју је зарадила своју прву номинацију за Оскара за најбољу глумицу. Године 1939, глумила је у филму Јунион Пацифик, који је освојио прву Златну палму на Филмском фестивалу у Кану.
Године 1941, играла је у две ексцентричне комедије: Ватрена лопта са Гаријем Купером и Лејди Ив са Хенријем Фондом. Добила је своју другу номинацију за Оскара за Ватрену лопту, а у деценијама од њеног објављивања, Лејди Ив је почела да се сматра комичним класиком, а Стенвик је названа једном од најбољих у америчкој комедији. Други успешни филмови током ове ере њене каријере су Упознајте Џон До (1940) и Ти припадаш мени (1941), који су је поново удружили са Копером и Фондом.
До 1944, Стенвик је постала најплаћенија глумица у Сједињеним Државама. Глумила је са Фредом Макмарејом у главном филму ноар Двострука обмана (1944), глумећи жену која убеђује продавца осигурања да убије њеног мужа, за шта је добила трећу номинацију за Оскара. Године 1945, глумила је домаћицу новинара у хит романтичној комедији Божић у Конектикату. Следеће године је тумачила наслов трагичне фаталне жене у Чудној љубави Марте Ајверс. Добила је четврту номинацију за Оскара за улогу инвалидне жене у ноир трилеру Опрости, погрешан број (1948).
Барбарина филмска каријера је почела опала до почетка 1950-их; упркос томе што је у тој деценији имала приличан број водећих и главних споредних улога, од којих је најуспешнија била Директоров апартман (1954), ти филмови нису били тако добро прихваћени као они раније у њеној каријери. Прешла је на телевизију до 1960-их, где је освојила три Еми награде – за Шоу Барбаре Стенвик (1961), вестерн серију Велика долина (1966) и мини серију The Thorn Birds (1983). Добила је почасног Оскара 1982. године, Златни глобус Сесил Б. Демил награду 1986. и неколико других почасних награда за животно дело. Амерички филмски институт ју је рангирао као 11. највећу женску звезду класичне америчке кинематографије.

## Младост
Barbara је рођена као Руби Катрин Стивенс 16. јула 1907. у Бруклину, Њујорк. Била је пето – и најмлађе – дете Кетрин Ен (рођене Макфи) и Бајрона Е. Стивенса, родитеља из радничке класе. Њен отац, енглеског порекла, био је родом из Лејнсвила у Масачусетсу, а мајка, шкотског порекла, била је имигранткиња из Сиднеја, Нова Шкотска. Она је имала четворо старије браће и сестара: три старије сестре, Лору Смит (рођену Стивенс), Виолу Меркент (рођену Стивенс), Мејбел Муније (рођену Стивенс) и једног старијег брата, Бајрона „Берта” Стивенс.
Када је Руби имала четири године, њена мајка је умрла од компликација услед побачаја након што ју је пијанац оборио из трамваја у покрету. Две недеље након сахране, њен отац се придружио радној екипи која је копала Панамски канал и породица га никада више није видела.
Руби и њеног старијег брата, Малколма Бајрона (касније прозван „Бај”) Стивенс, одгајала је њихова најстарија сестра Лаура Милдред (касније Милдред Смит), која је умрла од срчаног удара у 45. години. Када је Милдред добила посао играчице, Руби и Бајрон су смештени у низ хранитељских домова (чак четири за годину дана), из којих је млада Руби често бежала.
Руби је била на турнеји са Милдред током лета 1916. и 1917. и вежбала је сестрине рутине иза сцене. Гледање филмова Перл Вајт, коју је Руби обожавала, такође је утицало на њену жељу да буде извођач. Са 14 година је напустила школу, узимајући посао умотавања пакета у робној кући у Бруклину. Руби никада није похађала средњу школу, „иако су њене ране биографске сличице наводиле да је похађала чувену Бруклинску средњу школу Ерасмус Хол“.
Убрзо након тога, запослила се у телефонској канцеларији у Бруклину за 14 долара недељно, што јој је омогућило да постане финансијски независна. Није јој се допао посао; њен прави циљ је био да уђе у шоу бизнис, иако је њена сестра Милдред обесхрабривала ту идеју. Затим се запослила да кроји моделе хаљина за магазин Вог, али су се купци жалили на њен рад и она је отпуштена. Рубин следећи посао био је дактилографкиња у музичкој компанији Џерома Х. Ремика; наводно је уживала у послу, али њена стална амбиција је била шоу-бизнис, а њена сестра је коначно одустала од покушаја да је разувери.

## Филмографија
| Улоге Барбара Стенвик |                    |               |                   |          |
| Година                | Српски назив       | Изворни назив | Улога             | Напомена |
| 1941.                 | Лејди Ив           |               | Џин Харингтон     |          |
| 1944.                 | Двострука обмана   |               | Филис Дитриксон   |          |
| 1947.                 | Две госпође Керолс |               | Сали Мортон Керол |          |